# TT399
TT399 (Theban Tomb 399) è la sigla che identifica una delle Tombe dei Nobili ubicate nell'area della cosiddetta Necropoli Tebana, sulla sponda occidentale del Nilo dinanzi alla città di Luxor, in Egitto. Destinata a sepolture di nobili e funzionari connessi alle case regnanti, specie del Nuovo Regno, l'area venne sfruttata, come necropoli, fin dall'Antico Regno e, successivamente, sino al periodo Saitico (con la XXVI dinastia) e Tolemaico.

## Titolare
TT399 era la tomba di:
| Titolare             | Titolo   | Necropoli           | Dinastia/Periodo                                                             | Note |
| -------------------- | -------- | ------------------- | ---------------------------------------------------------------------------- | ---- |
| sconosciuto/Penrennu | non noto | Sheikh Abd el-Qurna | Tomba principale non noto; annesso "A" XIX-XX dinastia; annesso "B" non noto |      |

## Biografia
Nessuna notizia biografica ricavabile

## La tomba
Planimetricamente TT399 si sviluppa con una sala trasversale che, al centro della parete posteriore, immette in una sala rettangolare; negli angoli nord e sud della sala trasversale si aprono gli accessi a due tombe distinte che vennero indicate (vedi planimetria) come annessi "A" e "B". Nella sala trasversale: su due registri sovrapposti (1 in planimetria) scene di processione funebre diretta verso la tomba e uomini che recano suppellettili funerarie; sul lato corto (2) una stele con Anubi quale sciacallo e un uomo in adorazione ai lati della divinità. Su altra parete (3) brani tratti dal Libro delle Porte e il defunto con la moglie in adorazione di un guardiano, armato di coltello, sotto un padiglione. Nella camera più interna un uomo in adorazione (4) e resti di testi sacri (5). Nell'annesso "A", di cui fu verosimilmente titolare Penrennu (?), brani dal Libro delle Porte (1 rosso) e il defunto (?) dinanzi a un padiglione con il simbolo del dio Nefertum, nonché scena di psicostasia. Nell'annesso "B", di sconosciuto, scena del defunto (1 azzurro) in adorazione di una divinità con testa di ariete; sul lato corto (2 azzurro) alcune divinità con testa di ariete e scene dei campi di Aaru (?); poco discosto (3) un fregio con Anubi e teste di Hathor

### Annotazioni
1. ↑  La numerazione dei locali e delle pareti segue quella di Porter e Moss 1927, p. 438.
2. ↑  La prima numerazione delle tombe, dalla numero 1 alla 252, risale al 1913 con l'edizione del "Topographical Catalogue of the Private Tombs of Thebes" di Alan Gardiner e Arthur Weigall. Le tombe erano numerate in ordine di scoperta e non geografico; ugualmente in ordine cronologico di scoperta sono le tombe dalla 253 in poi.
3. ↑  I campi della Duat, ovvero l'aldilà egizio, si trovavano, secondo le credenze, proprio sulla riva occidentale del grande fiume.
4. ↑  Nella sua epoca di utilizzo, l'area era nota come "Quella di fronte al suo Signore" (con riferimento alla riva orientale, dove si trovavano le strutture dei Palazzi di residenza dei re e i templi dei principali dei) o, più semplicemente, "Occidente di Tebe".
5. ↑  le Tombe dei Nobili, benché raggruppate in un'unica area, sono di fatto distribuite su più necropoli distinte.
6. ↑  Le note, sovente di inquadramento topografico della tomba, sono tratte, fino alla TT252, dal "Topographical Catalogue" di Gardiner e Weigall, ed. 1913 e fanno perciò riferimento alla situazione dell'epoca.
7. ↑  Rispettivamente indicati, in planimetria, con lettere e numeri di colore differenziato: rosso per l'annesso "A" e azzurro per l'annesso "B".

### Fonti
1. ↑  Gardiner e Weigall 1913.
2. ↑  Donadoni 1999,  p. 115.
3. ↑  Porter e Moss 1927, p. 443.
4. ↑  Porter e Moss 1927,  p. 443.
5. ↑  Porter e Moss 1927,  p. 438.
6. ↑  Porter e Moss 1927,  p. 444.